# ادگار اشمیت
ادگار اشمیت (انگلیسی: Edgar Schmitt؛ زادهٔ ۲۹ آوریل ۱۹۶۳) بازیکن فوتبال اهل آلمان است.
از باشگاه‌هایی که در آن بازی کرده‌است می‌توان به باشگاه فوتبال اس‌سی فورتونا کلن، باشگاه فوتبال زاربروکن، باشگاه فوتبال آینتراخت فرانکفورت، و باشگاه فوتبال کارلسروهه اشاره کرد.